# はらたいら
はら たいら（本名：原 平〈読み同じ〉、1943年〈昭和18年〉3月8日 - 2006年〈平成18年〉11月10日）は、日本の漫画家、随筆家、タレントである。血液型はB型。高知県香美郡土佐山田町（現：香美市）出身で、晩年は東京都文京区小石川に居住した。

## 略歴

### 生い立ち
1943年3月8日（月曜日）、父の太郎と母の小夜子の長男として高知県香美郡土佐山田町（現：香美市）に生まれる。姉の美和は元バスガイドで、父はたいらが生まれる前に結核で亡くなった。たいらには餓鬼大将の逸話があり、のちに『最後のガキ大将』で書籍となり『ガキ大将がやってきた』でドラマ化された。
中学生の頃から漫画雑誌への投稿を開始して高知市内の漫画研修会である高知漫画クラブに参加し、当時からナンセンス漫画の才能を発揮した。
高校3年生の頃、はらの漫画を見て後に妻となる高校の1級後輩の森本ちず子が感銘を受けた。しかし、はらは高校生の頃から破天荒で高校時代から飲み歩いており、高校にまで飲み屋からの請求が来ていた。
1961年に高知県立山田高等学校普通科を卒業後に上京し、木賃宿を根城として作品を出版社に持ち込んでは断られる生活が続く。生活苦から、ちず子に生活費の援助を受け「俺はおまえのヒモだ」と自嘲していた。

### 漫画家デビュー
1963年に『週刊漫画TIMES』の連載『新宿B・B（ベベ）』でデビューし、1964年にちず子と結婚した。はらはちず子を恋愛対象として見ていなかったが、しっかり者であったため結婚した。一方、ちず子が結婚を決めたのははらの漫画の才能に惚れていたためであった。1972年に『週刊漫画ゴラク』の連載『モンローちゃん』がヒットする。
漫画家デビューからしばらくは極貧生活を余儀なくされ、血液銀行に売血して当座を凌いでいた。はらの金の無心がちず子の職場にも及んだため、それが理由でちず子が務めていた会社を解雇されたこともあった。ちず子は仕事を2つ掛け持ちしながら極貧の結婚生活を送っていたため、一時期結婚前より体重が16kgも減っていた。
1980年 産経新聞の『ルートさん』、1988年 北海道新聞や中日新聞・西日本新聞の各夕刊連載の『セロりん』、1981年 - 1983年・1989年 - 1990年 日本経済新聞連載の『ゲンペーくん』、沖縄タイムスの『グルくん』、公明新聞の『ポッコちゃん』、京都新聞の『パトロールのパトさん』、日刊ゲンダイの『ゴシップちゃん』、朝日小学生新聞の『日記ちゃん』など数多くの新聞漫画を手がける。
はらは頭角を現し「漫画界のアラン・ドロン」と評されるようになった。夫婦喧嘩をするとそれを引きずり漫画が描けなくなってしまうので、ちず子は常に夫を気遣っていた。そのため、はらは自然と亭主関白になっていった。

### クイズダービー出演
『クイズダービー』の1976年8月7日放送分にゲスト解答者の一人として出演し、翌年1月22日放送分から黒鉄ヒロシに替わって3枠にレギュラーを務め、番組が終了するまで約15年間活躍した。番組出演記録は竹下景子に次いで第2位の記録である。しかしクイズ番組以外でトークを求められることが多く、これが原因でうつ病を発症してしまい公演中に倒れてしまう。うつ病と診断された後は仕事を2割程減らした。2000年と2004年の復活版放送には出演している。はら没後はやくみつるが代役で出演した。
正答率は約75パーセントでかなり高く、はらのオッズは原則として2・3倍程度、高くて4倍と低く設定されていた。風刺漫画家という職業柄、はらは多くの新聞や雑誌を購読していたが、番組では「はらは正解で当然」という期待があったため、番組用にも特別にスクラップブックを作っていた。収録前のはらは緊張のためにいつも口数が少なかった。
篠沢秀夫と共に高いポイントが掛けられることが多く「〇〇さんに3000点」という言葉が「相手の予想に同意する」ことの代名詞となった。最後の問題では「はらさんに全部」と言う出場者が非常に多く見受けられた。但し、篠沢の場合は高倍率なので一発逆転を狙うと言う違いがある。
最多連勝（連続正解）は27連勝（2度達成）で、同番組では歴代1位の連勝記録だった。

### 闘病生活
1992年秋から、更年期障害による眩暈や集中力低下を訴え連載を減らし、闘病生活に。その時の一連の経過は、著書「はらたいらのジタバタ男の更年期」・「男も『更年期』がわかると楽になる」などに詳しい。また経験を生かし晩年は男性更年期障害の講演も行った。
ほぼ同時期にちず子が乳がんを患ったが、はらはちず子がいないと何も出来ないことを熟知していたため、早期に退院できる方法として検査期間の短い乳房を残さない全摘出手術を選ぶ。手術後にちず子のもとを訪れたはらは、チューブ類が繋がれたちず子の様子を見て、卒倒して意識を失ってしまいちず子と共に入院する。
退院後は2人で旅行をするなどして楽しんでいたものの、それも長くは続かずに高校生時代から患っていた肝硬変を悪化させるが、飲酒量が多かったことなどもあり既に手遅れの状態だった。病院ではナースコールすら押せないほど気弱な一面を見せ、2時間おきにちず子へ電話をしていた。このためにちず子も不眠の日々が続き、時にはこっそり病院に泊まりこむ日もあった。「生まれ変わってもお前と夫婦でいたい」が最初で最後の夫婦らしい会話であったという。

### 死去
2006年11月10日、肝臓癌の為、埼玉県富士見市の病院で死去。63歳没。当初の死因は肝不全と伝えられたが、死去2ヵ月前の同年9月に検査入院した際に、元々肝硬変であった上に末期癌であったことが判明したという。はらは生前、大の酒好きで知られていたため、訃報に接した大橋は「飲み過ぎたのかな」と語った。
戒名は曼照院智徳道晃居士。葬儀後にちず子が語ったところによると、はら本人は死の直前、医師の忠告を無視して酒を飲み続けた末の63歳の死について「不服はない。本望だ」と語っていたという。
故郷に程近い高知県南国市の「はらたいらと世界のオルゴールの館」では、原画を含めはらの作品を鑑賞することが出来たが、2004年12月30日に閉館している。

## 人物
- 妻のちず子との間に娘が2人いる。娘の理麻は作曲家で現在はA la 5's〜アラフィフズ〜でドラム担当https://www.facebook.com/a.la.5.s?mibextid、原麻衣子はバレリーナ（元スターダンサーズ・バレエ団）である。
- 正保ひろみなど、弟子筋の作家も輩出している。
- 過去に地元の民放局であるテレビ高知が放送した、はらが高知県内各地を訪れる人情ドキュメンタリー番組『はらたいらのおらんく風土記』が大好評を博した。
- 1984年に第6回日本雑学大賞を受賞した他、第13回ベストドレッサー賞の学術･文化部門を松平定知と共に受賞した。
- 落語愛好者には笑福亭学光などの名付け親としても知られる。
- 野球にも造詣が深く、1976年から放送された『プロ野球ニュース』の2代目週末司会を務める（1977年）も、生放送中の原稿を読み終えた後にアドリブが利かなかったといったトラブルや、本業との兼ね合いからわずか3ヵ月で押阪忍と交代することになる。しかし野球への情熱は冷めることはなく、1978年に大ファンであった掛布雅之が歌唱した「掛布と31匹の虫」の作詞を手がけ、プロデュースした。ちなみに「掛布と31匹の虫」はオムニバスCD『えっ!あの人がこんな歌を…。』（1990年7月21日発売）に収録されている。

## 作品
- 『新宿B・B（ベベ）』（芳文社、週刊漫画TIMES、1963年 - ？）
- 『八代目騒動』（芳文社、別冊週刊漫画TIMES、1965年ごろ）[5]
- 『プレゼント女房』（明文社、週刊漫画エース、1965年ごろ）[6]
- 『ママはなんでも知っている』（芳文社、別冊週刊漫画TIMES、1966年ごろ）[7]
- 『着ぶくれ痴漢友の会』（芳文社、週刊漫画TIMES読切、1967年）[8]
- 『太陽と泉とマコ』（芳文社、週刊漫画TIMES、1967年ごろ）[9]
- 『東京いとはん』（芳文社、週刊漫画TIMES、1968年ごろ）[10]
- 『現代奇業漫画』（秋田書店、プレイコミック連載、1971年ごろ。単行本のタイトルは『はらたいらの現代奇業漫画』）[11][12]
- 『新ノアの箱船』（虫プロ商事、COM掲載、1971年4月号）[13]
- 『学園無宿ピピ』（講談社、週刊少年マガジン連載、1972年 - ?）[14]
- 『モンローちゃん』（日本文芸社、週刊漫画ゴラク連載、1974年ごろ）[15]
- 『大人と子供の中間だ』（学習研究社、中学一年コース夏休み臨時増刊号読切、1974年）[16]
- 『ゲバゲバ時評』（双葉社、週刊漫画アクション連載、1970年 - 1978年）[17][18]
- 『ルートさん』（サンケイ新聞連載、1980年）、
- 『セロりん』（北海道新聞・中日新聞・西日本新聞の各夕刊連載、1988年）
- 『ゲンペーくん』（日本経済新聞連載、1981年 - 1983年・1989年 - 1990年）
- 『グルくん』（沖縄タイムス）
- 『ポッコちゃん』（公明新聞）
- 『パトロールのパトさん』（京都新聞）
- 『ゴシップちゃん』（日刊ゲンダイ）
- 『日記ちゃん』（朝日小学生新聞）

など

## 主な著書
- 『愛を旅する人へ』（講談社）1979年3月
- 『はらたいらVS美女才女21人』（広済堂）1979年9月
- 『シャレと遊びと人生と』（広済堂）1980年9月
- 『今年も雪が降る ―雪ん子街ん子』（スキージャーナル）1980年11月
- 『めぐり逢い紡いで』（講談社）1981年10月
- 『はらたいらのおもしろ遊び事典』（経済界）1981年
- 『はらたいらの不思議メガネ』（ブックマン社）1982年1月
- 『はらたいらの「ミスコマコ」コマコ英語で大活躍!』（日本英語教育協会）1982年11月
- 『セクシャルな女がいい ―美女対談集』（桃園書房）1983年1月
- 『はらたいらVS.ポーラ・リフの ブラック・ユーモア・ダービー』（日本英語教育協会）1983年1月
- 『知的遊戯』（新星出版社）1984年1月
- 『竜馬のジントニック』（実業之日本社）1985年4月
- 『スマートな海外マナー』（講談社）1985年11月
- 『はらたいらのスパイス人生論・心におやつ』（小学館）1986年2月
- 『最後のガキ大将』（フレーベル館）1986年5月
- 『憲法マイルド考 ―21世紀への道しるべ』（北泉社）1987年4月、小林直樹との共著
- 『女29歳は生き方微妙どき』（講談社）1988年10月
- 『似たもの同士識別事典 どこがちがうの』（集英社）1989年2月
- 『はらたいらのシャッターはおどる ―写真でまんが』写真集（北泉社）1989年5月
- 『はらたいらのてこにあわん』（高知新聞社）1991年8月
- 『平成乱気流』（広済堂）1992年12月
- 『はらたいらのまっことてこにあわん』（高知新聞社）1993年11月
- 『たまにはマジに遊ぼうか』（近代文芸社）1995年10月
- 『はらたいらのもっと、好奇心!』（近代文芸社）1996年6月
- 『今夜もハシゴ酒 ―酒童夢譚』（全国朝日放送）1996年12月
- 『はらたいらのパソコン漫遊記』（日経BP社）1999年12月
- 『はらたいらのジタバタ男の更年期』（芳賀書店）2000年10月
- 『はらたいらの日本国憲法』（広済堂）2001年7月
- 『男も更年期がわかると楽になる』（主婦の友社）2002年11月
- 『はらたいらのジタバタ男の更年期』（小学館）2003年4月
- 『はらたいらのハラハラ人生劇場』（三省堂書店）2003年5月
- 『「60歳の壁」をらく〜に越える5つのこころ術』（海竜社）2003年9月
- 『はらたいら「60歳からの幸福論」更年期障害を乗り越えて』（コスミック出版）2004年4月
- 『はらたいらの「ボケてたまるか」』（祥伝社）2004年11月
- 『はらたいらのパソコンでつくる自分史』（翔泳社）2005年10月
- 『はらたいらのまんが川柳』（イープロジェクト）2005年10月
- 『気楽に男の更年期』（ぶんか社）2006年11月

## テレビCM
- 象印マホービン 電子ジャーしあわせ（1977年、栗原小巻と共演）
- ハウス食品 つけ麺（1978年、高瀬春奈と共演）
- シルバー精工 編み機・あむあむ
- ロート製薬 新パンシロン（1984年、大橋巨泉・篠沢秀夫と共演）
- ソニー ベータマックス
ソニーがVHSを発売決定した当時に「わたしは、ベータマックスが好きです」のキャッチコピーで登場した。
- コクヨ ロングランデスク（1989年）
- オリオンビール

## テレビ出演
- クイズダービー（TBS、1976年8月7日、1977年1月22日 - 1992年12月19日）
- プロ野球ニュース（フジテレビ、1977年10月 - 12月）
- はらたいらのおらんく風土記（テレビ高知）
- メレンゲの気持ち（日本テレビ）
番組後半のコーナーだった「アニマル探偵団」にゲストとして出演。
- クエス・ファイブ（テレビ東京）
大橋巨泉と共にゲスト出演。

## テレビドラマ出演
- ムー一族（1978年、TBS）
第31話で『クイズダービー』のシーンが登場し、大橋巨泉、篠沢秀夫らと共にゲスト出演。
- 看護婦日記 パートI（1983年、TBS）- 原田　役
『クイズダービー』で共演した竹下景子主演のドラマに篠沢秀夫と共にゲスト出演。
- ガキ大将がやってきた（1987年、TBS）
自身の少年時代をドラマ化した作品。第1話に父親役でゲスト出演。
- 月曜ドラマスペシャル 芸者モモ子の復活（1989年、TBS）
『クイズダービー』で共演した竹下景子主演のドラマにゲスト出演。

## ラジオ出演
- はらたいらの日本全国まったいら

## 映画出演
- ピーマン80（1979年、東宝）
楳図かずおが主人のラーメン屋の客役で出演。